# Eggert Ólafsson
Eggert Ólafsson (ur. 1 grudnia 1726, zm. 30 maja 1768) – islandzki pisarz, prekursor islandzkiego romantyzmu, propagator narodowego odrodzenia na wyspie.
Był zwolennikiem odrodzenia narodowego, odwołując się do zasobów narodowej tradycji islandzkiej. Ukończył studia na Uniwersytecie Kopenhaskim, a potem prowadził na Islandii badania terenowe w zakresie etnografii i geografii wyspy, czego efektem było pionierskie, dwutomowe dzieło Podróż przez Islandię (dun. Reise igiennem Island) z 1772, wydane pośmiertnie i przełożone na języki niemiecki i francuski. Niedługo przed objęciem stanowiska sędziego zawarł związek małżeński i wyruszył z żoną w podróż poślubną, podczas której oboje się utopili. Pozostała po nim m.in. twórczość liryczna osnuta na motywach przyrodniczych i patriotycznych. Ma ona charakter konserwatywny i archaiczny, przy czym za najlepszy uchodzi Cykl o rolnictwie (isl. Búnadbárbalkur) z 1763.